# Steve Belford
Steve Belford, właściwie Steven Belford (ur. 13 października 1980 w Milton, w prowincji Ontario, w regionie Halton) – kanadyjski aktor, występował w roli Rivera Pierce w Radiostacja Roscoe. Grał również w Degrassi: Nowe pokolenie jako Jesse.

## Filmografia
- 2011: Złodziej marzeń jako Neil Burrows; film TV

## Seriale TV
- 2008: The Vampire Diaries (Pamiętniki wampirów) jako Darren
- 2008: Żony pierwszej ligi (M.V.P.) jako Eddie/kelner
- 2008: Uciekinierzy (Runaway) jako Chase
- 2006: Degrassi: Nowe pokolenie (Degrassi: The Next Generation) jako Jesse
- 2004-2005: Radiostacja Roscoe (Radio Free Roscoe) jako River Pierce
- 2003: Szczęśliwa karta (Wild Card) jako Sean
- 2002: Queer as Folk jako Go-Go Boy